# Bathippus keyensis
Bathippus keyensis är en spindelart som beskrevs av Embrik Strand 1911. Bathippus keyensis ingår i släktet Bathippus och familjen hoppspindlar. Inga underarter finns listade.